# Centre international d'études françaises (Université de Bourgogne)
 (mars 2019).
Le Centre international d’études françaises de l'université de Bourgogne (CIEF) est un centre d'enseignement de la langue et de la civilisation françaises.
Il est né en 1901 et fait partie du réseau des centres universitaires FLE (Français Langue Étrangère).

## Historique
Le 7 décembre 1901 le recteur Émile Boirac crée à Dijon le Comité de Patronage des Étudiants Étrangers près l'Université de Dijon et c'est en 1903 que l'Université de Dijon accueille ses premiers étudiants étrangers durant les Cours de vacances.
Le 2 mars 1907, le Comité de Patronage des Étudiants Étrangers près l'Université de Dijon est constitué, sous forme de Société d'Instruction pour les étrangers. Il a pour but de contribuer à la prospérité de l'Université de Dijon en invitant, par la plus large publicité possible, les étrangers à venir faire leurs études à Dijon et en organisant des cours à leur usage pendant les vacances et pendant l'année scolaire.
Le Centre international d’études françaises, structure interne au Comité désormais chargée des cours d'été et des cours annuels est créé en 1969. Le Comité de Patronage des Étudiants Étrangers devient l'AFEB Association pour l'Accueil et la Formation des Étudiants Étrangers en Bourgogne en 1990.

## Enseignants - Conférenciers
Dès sa création, de nombreuses personnalités ont apporté leur contribution comme Gaston Bachelard, Gaston Roupnel, Marcelle Pardé, Charles Oursel et Henri Vincenot.

## Présidents et directeurs
Parmi ses premiers dirigeants :
- Émile Boirac - Recteur de l'Université de Dijon
- Charles Adam - Recteur
- Maximilien Napoléon Théodore, Baron de Ring[3] - Ministre plénipotentiaire ambassadeur[4]
- Lucien Hérard - Enseignant et journaliste
- Maurice Lombard[5] - Sénateur de la Côte d'Or
- Michel Carminati, maître de conférence d'italien à l'université de Bourgogne, qui réunit les cours internationaux d'été et les cours annuels, assumant la double direction...

## Étudiants
Quelques anciens étudiants : 
- Maureen Patricia O'Sullivan[6] - Mrs Alvey - Special Forces Roll of Honour
- Antanas Mockus - Mathématicien, philosophe et homme politique colombien
- Yan Pei-Ming - Peintre chinois, établi depuis longtemps à Dijon
- M. F. K. Fisher - Romancière américaine - Auteur de l'ouvrage intitulé : Long Ago in France: The Years in Dijon[7]